# Bridgestone Grand Prix of Monterey 2004
Bridgestone Grand Prix of Monterey 2004 var den elfte deltävlingen i Champ Car 2004. Racet kördes den 12 september på Laguna Seca Raceway. Patrick Carpentier tog sin femte och sista seger i Champ Car, efter att ha klarat sig ifrån en mindre avåkning på slutet utan större tidsförlust. Bruno Junqueira fortsatte sin jakt på mästerskapsledande Sébastien Bourdais, och med en andraplats, samtidigt som Bourdais blev åtta, gjorde att han närmade sig betydligt. Oriol Servià slutade på tredje plats i tävlingen.

## Slutresultat
| Plats | Förare              | Team                | Grid | Kvaltid  |
| ----- | ------------------- | ------------------- | ---- | -------- |
| 1     | Patrick Carpentier  | Forsythe Racing     | 2    | 1.09,918 |
| 2     | Bruno Junqueira     | Newman/Haas Racing  | 8    | 1.09,936 |
| 3     | Oriol Servià        | Dale Coyne Racing   | 12   | 1.10,650 |
| 4     | Michel Jourdain Jr. | RuSPORT             | 5    | 1.09,790 |
| 5     | Ryan Hunter-Reay    | Herdez Competition  | 7    | 1.09,823 |
| 6     | Alex Tagliani       | Rocketsports Racing | 6    | 1.09,790 |
| 7     | Mario Haberfeld     | Walker Racing       | 13   | 1.10,771 |
| 8     | Sébastien Bourdais  | Newman/Haas Racing  | 1    | 1.09,358 |
| 9     | Guy Smith           | Rocketsports Racing | 14   | 1.10,949 |
| 10    | Paul Tracy          | Forsythe Racing     | 3    | 1.09,515 |
| 11    | Mario Domínguez     | Herdez Competition  | 3    | 1.09,515 |
| 12    | Rodolfo Lavín       | Forsythe Racing     | 11   | 1.10,606 |
| 13    | Gastón Mazzacane    | Dale Coyne Racing   | 17   | 1.11,740 |
| 14    | Roberto González    | PKV Racing          | 18   | 1.11,885 |
| 15    | A.J. Allmendinger   | RuSPORT             | 4    | 1.09,567 |
| 16    | Nelson Philippe     | Conquest Racing     | 16   | 1.11,410 |
| 17    | Jimmy Vasser        | PKV Racing          | 9    | 1.09,967 |
| 18    | Justin Wilson       | Conquest Racing     | 15   | 1.10,998 |